# Élections législatives serbes de 2023
Les élections législatives serbes de 2023 ont lieu le 17 décembre 2023 afin de renouveler les 250 sièges de l'Assemblée nationale de la Serbie. Des élections provinciales en Voïvodine et des élections municipales se tiennent le même jour.
Confronté à un important mouvement de protestation en réponse à la gestion d'une fusillade dans une école primaire en mai 2023, le gouvernement mené par le Parti progressiste serbe (SNS) du président Aleksandar Vučić annonce la dissolution de l'Assemblée nationale le 1er novembre et la tenue anticipée du scrutin.
Les élections sont remportées par la coalition gouvernementale sortante, qui réunit seule près de la moitié des suffrages exprimés à l'issue d'un scrutin entaché selon les observateurs et l'opposition de fraude électorale.

## Contexte

### Élections législatives d'avril 2022

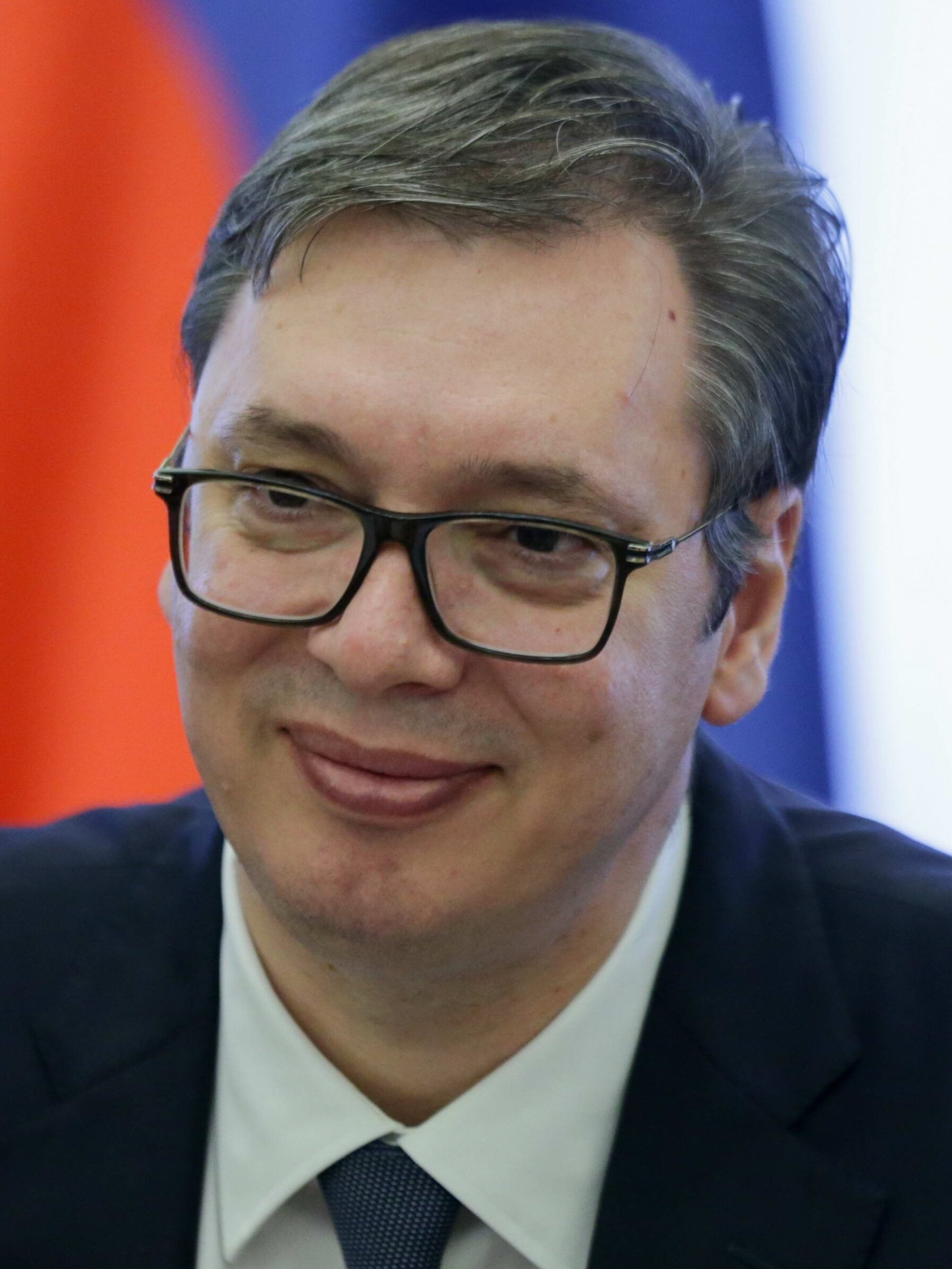
Le président serbe Aleksandar Vučić.

Les précédentes élections sont organisées en avril 2022, également de manière anticipée, en l'espèce deux ans avant le terme de la législature afin de les faire coïncider, pour la première fois, avec l'élection présidentielle. Les deux scrutins sont une victoire pour le président de la République, Aleksandar Vučić, et sa coalition conservatrice et pro-européenne « Ensemble, nous pouvons tout faire », emmenée par le Parti progressiste serbe (SNS). La victoire de cette dernière est cependant en demi-teinte, la coalition arrivant en tête en devançant nettement les autres forces politiques mais en perdant sa majorité absolue des sièges.
Le recul de la coalition gouvernementale — au pouvoir depuis 2016 — s'explique notamment par le retour de l'opposition dans le jeu politique, après le boycott des élections législatives de juin 2020, largement remportées par le SNS et ses alliés malgré les protestations de l'opposition qui dénonce une dérive autoritaire du pouvoir,,. La présidente du gouvernement Ana Brnabić est reconduite et forme son troisième gouvernement consécutif en s'alliant au Parti socialiste (SPS) pour obtenir une faible majorité absolue à l'Assemblée. A la tête du gouvernement depuis le départ d'Aleksandar Vučić après sa victoire à l'élection présidentielle d'avril 2017, Ana Brnabić s'était alors faite remarquer en devenant la première femme, la première personne ouvertement homosexuelle et la première d'origine croate à exercer cette fonction.
Réélu le même jour président de la République dès le premier tour, Vučić déclare lors de son discours de victoire que « L’influence de la crise ukrainienne sur les élections a été énorme » et que « la Serbie a penché dramatiquement vers la droite ». Allié historique de la Russie, la Serbie se retrouve depuis plusieurs mois partagée entre son objectif affirmé de rejoindre l'Union européenne (UE) et son soutien à la Russie du président Vladimir Poutine, qui envahit l'Ukraine courant février 2022 et provoque ainsi la mise en place de lourdes sanctions de la part de l'UE,. Bien que ne disposant que de peu de pouvoirs constitutionnels, Aleksandar Vučić maintient des liens étroits avec le gouvernement issu de sa formation politique, le SNS. Renforcé par sa gestion de la pandémie de Covid-19 et bénéficiant d'une forte popularité, Vučić est ainsi engagé depuis plusieurs années dans des négociations sur la reconnaissance du Kosovo. Ces dernières connaissent cependant un coup d'arrêt avec la victoire en février 2021 du parti nationaliste de gauche Autodétermination d'Albin Kurti, qui coupe court aux projets d'échange de territoire dans la région,.

### Crise du nord du Kosovo

En orange, le territoire serbophone du Nord du Kosovo

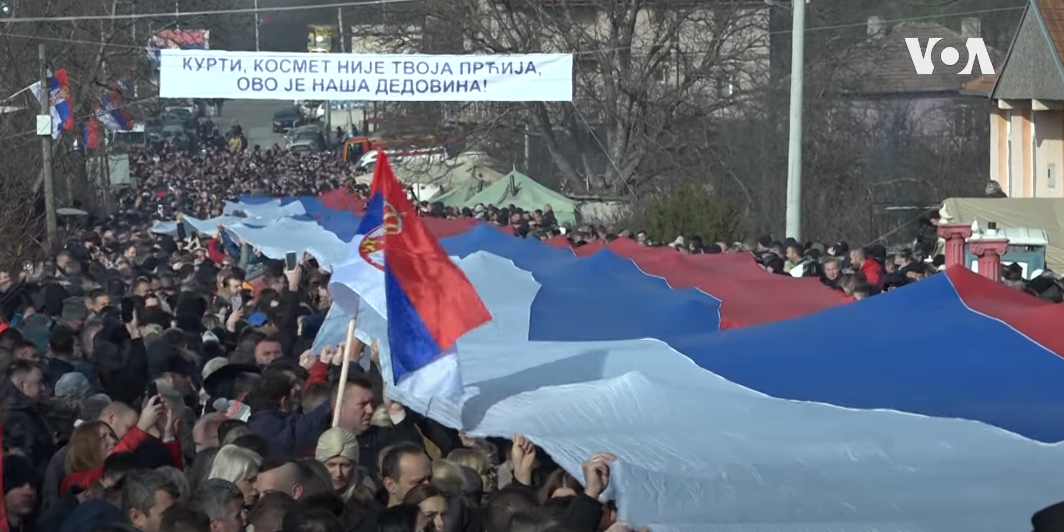
Manifestations des serbes du Kosovo le 22 décembre 2022 à Zvečan.

Une crise éclate fin juillet 2022 entre la Serbie et le Kosovo au sujet de la région du Nord du Kosovo. La minorité serbe, majoritaire dans la région, est en effet confrontée à l'expiration de la période de validité de onze ans des documents leur permettant d'utiliser leurs voitures pour se rendre en Serbie avec des plaques d'immatriculation neutres délivrées par la Serbie, cette dernière refusant l'entrée des voitures comportant une plaque délivrée par le Kosovo, dont elle ne reconnait pas l'indépendance. L'accord signé en 2011 entre les gouvernements serbe et kosovar avait déjà conduit à une crise en 2021, après quoi un nouvel accord avait entériné la fin de la reconnaissance par le Kosovo des plaques neutres issues de la Serbie, en échange de la reconnaissance par cette dernière des plaques kosovares,,.
Le 31 juillet 2022, cependant, le Premier ministre du Kosovo Albin Kurti annonce que les voyageurs en transit vers la Serbie devront obtenir des documents pour y entrer ainsi que pour revenir au Kosovo. La nouvelle provoque la levée de barricades le jour même à travers le nord du Kosovo, ainsi que la démission d'officiers de police, de maires, de juges et de députés kosovars de la Liste serbe, en protestation contre une telle mesure. Si les barricades sont rapidement retirées, les tensions persistent sur cette question pendant plusieurs mois malgré les tentatives de réconciliation menées par l'Union européenne. En novembre, finalement, le Kosovo et la Serbie s'entendent sur une prolongation de la validité des plaques d'immatriculation émises par la Serbie, à titre temporaire, tandis que la Serbie menace de déployer des troupes à sa frontière. Ces évènements interviennent en parallèle des négociations kosovares avec l'UE, le pays signant le 14 décembre 2022 sa demande officielle de candidature à l'adhésion à l'Union,. Le 27 février 2023, Vučić et Kurti acceptent verbalement l'accord d'Ohrid négocié par l'UE, visant à normaliser graduellement leurs relations diplomatiques.
Les tensions se ravivent cependant moins d'un an plus tard lors de l'attaque de Banjska, qui voit des militants serbes attaquer le 24 septembre 2023 la police du Kosovo dans le village de Banjska, au nord du pays, causant plusieurs morts. L'évènement est classé comme une attaque terroriste par le Kosovo et l'Union européenne,. Le président Vučić accuse le Premier ministre Kurti d'être « le seul coupable » de l'événement et déclare que « le peuple est tombé dans le piège des provocations »,, affirmant que les attaquants étaient des Serbes du Kosovo qui « ne voulaient plus supporter la terreur de Kurti ».

### Fusillades et manifestations de 2023

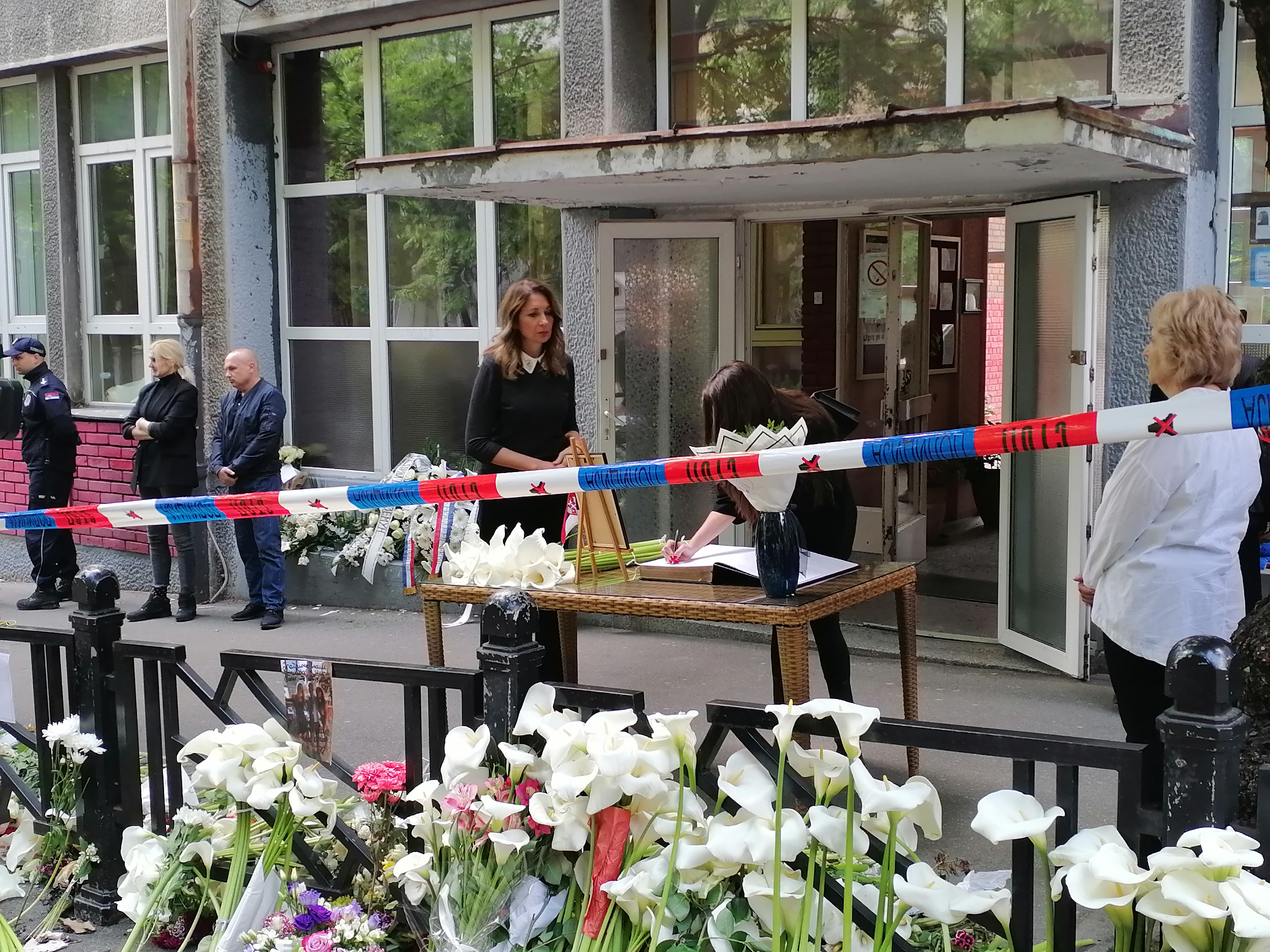
Fleurs déposées devant l'école en mémoire des victimes

La fusillade qui se produit le 3 mai 2023 dans l'école primaire Vladislav Ribnikar de Vračar, l'une des municipalités de la ville de Belgrade, choque profondément le pays. Un élève âgé de treize ans muni d'une arme à feu tue neuf autres élèves et un agent de sécurité avant d'être maitrisé par les forces de police. Le lendemain même, une seconde fusillade voit un homme de 21 ans tuer huit personnes dont un policier avant de prendre la fuite. Ces évènements provoquent un vif débat sur la question du port d'arme. Malgré des lois très strictes, la Serbie connaît alors l'un des taux de possession d'armes les plus élevés au monde, à égalité avec le Monténégro voisin, derrière les États-Unis et le Yémen. La Serbie et les Balkans occidentaux sont l'objet d'un important marché noir d'armes, très répandues depuis les guerres yougoslaves,,.
En réaction, le gouvernement serbe annonce de nouvelles mesures restreignant la possession d'armes à feu. Le ministre de l'Éducation Branko Ružić fait cependant plusieurs déclarations dans lesquelles il rejette la responsabilité des évènements sur les jeux vidéos et « l'influence des valeurs occidentales », tandis que la présidente du gouvernement Ana Brnabić refuse d'admettre une défaillance des autorités,.

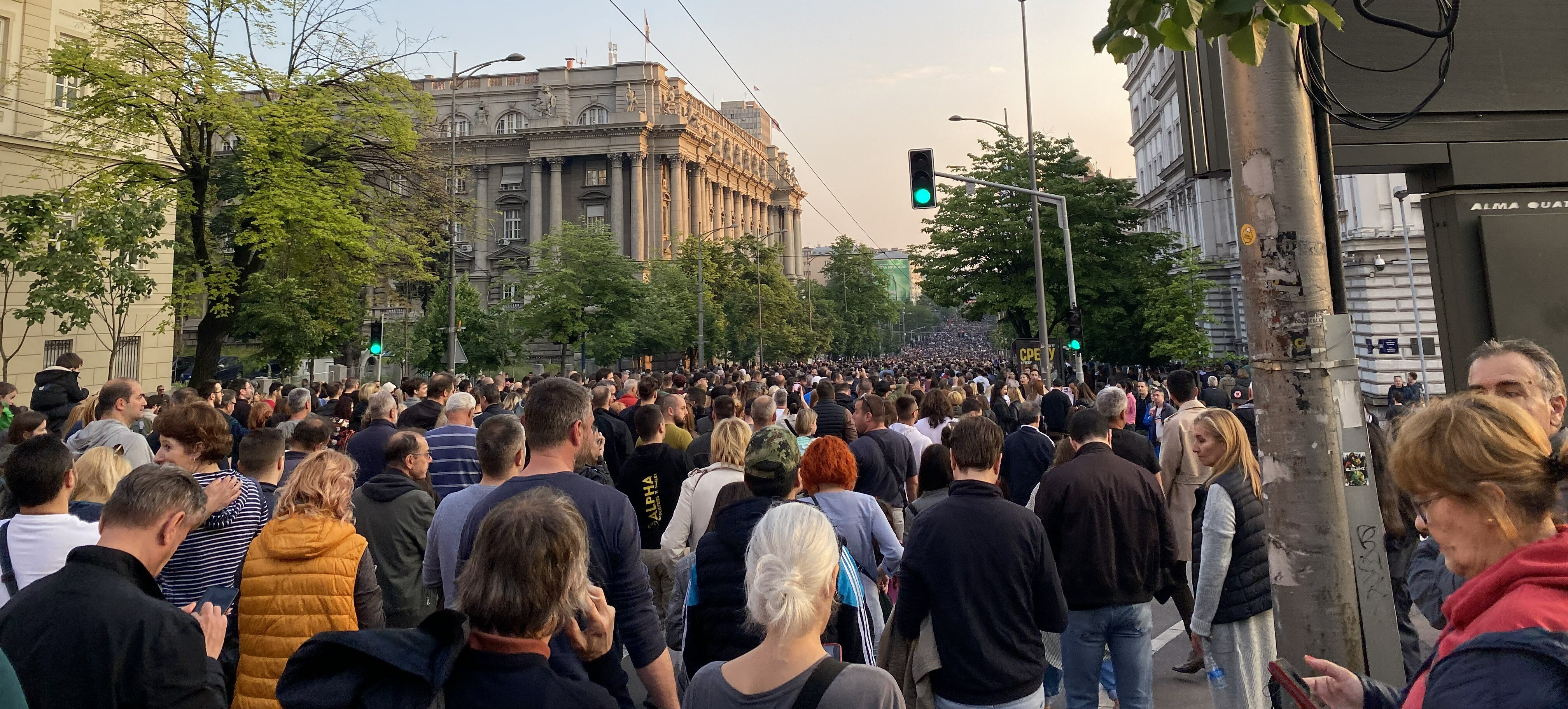
Manifestations anti gouvernementales le 19 mai 2023 à Kneza Miloša

Des manifestations de grande ampleur ont alors lieu dans le pays, notamment à Belgrade, exigeant la démission du gouvernement ainsi que des sanctions contre les chaines de télévisions, radios et autres médias accusés de promouvoir la violence. Les manifestations, rapidement soutenues et organisées par l'opposition qui choisit cependant de se tenir en retrait, se poursuivent de manière hebdomadaire tout au long du reste de l'année,,.
Le gouvernement réagit en qualifiant les manifestants de « casseurs » et de « hooligans », Vučić les désignant lui même comme des « hyènes et des vautours » tout en accusant l'opposition de chercher à commettre un coup d'État,. Confronté à la poursuite dans le temps du mouvement de protestation, ainsi qu'à la pression de l'opposition qui tente sans succès de faire adopter une motion de censure début juillet, le président annonce lors d'une conférence de presse la tenue d'élections anticipées en avril ou mai 2024, en même temps que les élections municipales. La date du 17 décembre 2023 est par la suite avancée, sans être officiellement confirmée,, jusqu'à la dissolution de l'Assemblée nationale le 1er novembre. Les élections municipales sont avancées dans la foulée. Aleksandar Vučić annonce notamment qu'il démissionnera en cas de victoire de l'opposition.

## Système électoral

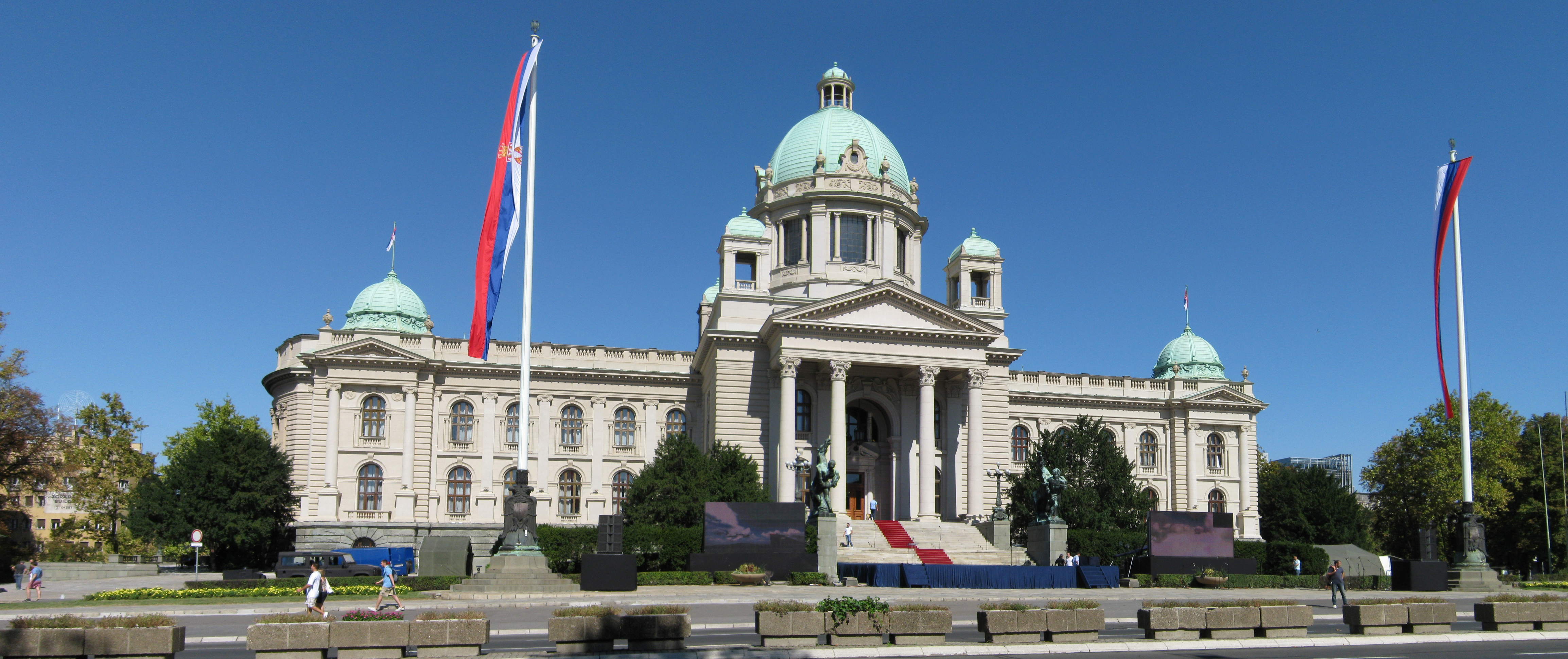
Le bâtiment de l'assemblée sur la place Nikola Pašić à Belgrade.

L'Assemblée nationale est un parlement unicaméral doté de 250 sièges pourvus pour quatre ans au scrutin proportionnel plurinominal avec listes bloquées dans une unique circonscription électorale nationale. Les sièges sont répartis selon la méthode d'Hondt à tous les partis ayant franchi le seuil électoral de 3 % du total des votants y compris les suffrages blancs et nuls. Les partis représentant une minorité nationale sont cependant affranchis de ce seuil, pour peu qu'ils aient été reconnus comme tels à leur demande par la Commission électorale de la République,.

## Sondages

Moyenne lissée des sondages depuis les précédentes élections

## Forces en présence
| Coalitions et partis | Coalitions et partis                                                       | Idéologie                                                           | Tête de liste                | Résultats en 2022                      |
| -------------------- | -------------------------------------------------------------------------- | ------------------------------------------------------------------- | ---------------------------- | -------------------------------------- |
|                      | La Serbie ne doit pas s'arrêter (SNSDS)                                    | Droite National-conservatisme, libéralisme économique               | Miloš Vučević                | 44,27 % des voix 120 sièges            |
|                      | Serbie contre la violence (SPN)                                            | Centre gauche Social-démocratie, écologie politique                 | Radomir Lazović              | 38 sièges (séparément)                 |
|                      | Parti socialiste de Serbie - Serbie unie - Verts de Serbie (SPS - JS - ZS) | Centre gauche Social-démocratie, nationalisme de gauche             | Ivica Dačić                  | 11,79 % des voix 31 sièges             |
|                      | Alternative démocratique nationale (NADA)                                  | Droite à extrême droite National-conservatisme, monarchisme         | Miloš Jovanović              | 5,54 % des voix 15 sièges              |
|                      | Rassemblement national (en) (NO)                                           | Droite à extrême droite National-conservatisme, populisme de droite | Milica Đurđević Stamenkovski | 7,51 % des voix (séparément) 20 sièges |
|                      | Parti populaire (NS)                                                       | Centre droit Libéral-conservatisme                                  | Vuk Jeremić                  | En coalition 12 sièges                 |
|                      | Alliance des Magyars de Voïvodine (VMSZ)                                   | Centre droit Défense de la minorité magyare, libéral-conservatisme  | Bálint Pásztor               | 1,63 % des voix 5 sièges               |

## Résultats
|                          |                                                    |           |       |      |        |               |  |  |  |  |  |  |  |  |
| Parti ou coalition       | Parti ou coalition                                 | Voix      | %     | +/–  | Sièges | +/–           |  |  |  |  |  |  |  |  |
|                          | La Serbie ne doit pas s'arrêter (SNSDS)            | 1 783 701 | 46,75 | 2,48 | 129    | 9             |  |  |  |  |  |  |  |  |
|                          | Serbie contre la violence (SPN)                    | 902 450   | 23,66 | N/a  | 65     | 27            |  |  |  |  |  |  |  |  |
|                          | Parti socialiste – Serbie unie – Verts (SPS–JS–ZS) | 249 916   | 6,55  | 5,24 | 18     | 14            |  |  |  |  |  |  |  |  |
|                          | Alternative démocratique nationale (NADA)          | 191 431   | 5,02  | 0,52 | 13     | 2             |  |  |  |  |  |  |  |  |
|                          | Nous – La voix du peuple (MI)                      | 178 830   | 4,69  | Nv   | 13     | 13            |  |  |  |  |  |  |  |  |
|                          | Rassemblement national (NO)                        | 105 165   | 2,76  | 4,75 | 0      | 20            |  |  |  |  |  |  |  |  |
|                          | Alliance des Magyars de Voïvodine (VMSZ)           | 64 747    | 1,70  | 0,07 | 6      | 1             |  |  |  |  |  |  |  |  |
|                          | Parti radical serbe (SRS)                          | 55 782    | 1,46  | 0,76 | 0      | en stagnation |  |  |  |  |  |  |  |  |
|                          | Bonjour Serbie (DJS)                               | 45 079    | 1,18  | N/a  | 0      | en stagnation |  |  |  |  |  |  |  |  |
|                          | Parti populaire (NS)                               | 33 388    | 0,88  | N/a  | 0      | 12            |  |  |  |  |  |  |  |  |
|                          | Unis pour la justice (SPP–DSHV)                    | 29 066    | 0,76  | 0,86 | 2      | 3             |  |  |  |  |  |  |  |  |
|                          | Parti d'action démocratique du Sandžak (SDAS)      | 21 827    | 0,57  | 0,01 | 2      | en stagnation |  |  |  |  |  |  |  |  |
|                          | Coalition albanaise de la vallée de Preševo (KAPD) | 13 501    | 0,35  | 0,07 | 1      | en stagnation |  |  |  |  |  |  |  |  |
|                          | Parti russe – Nouveau parti communiste (RS–NKPJ)   | 11 369    | 0,30  | Nv   | 1      | 1             |  |  |  |  |  |  |  |  |
|                          | Parti libéral-démocrate (LDP)                      | 9 243     | 0,24  | N/a  | 0      | en stagnation |  |  |  |  |  |  |  |  |
|                          | Coalition pour la paix et la tolérance (KZMT)      | 6 786     | 0,18  | Nv   | 0      | en stagnation |  |  |  |  |  |  |  |  |
|                          | Coalition Nova–D2SP–GDF–Libdem–Glas                | 5 462     | 0,14  | Nv   | 0      | en stagnation |  |  |  |  |  |  |  |  |
|                          | Alternative pour le changement                     | 3 235     | 0,08  | 0,01 | 0      | en stagnation |  |  |  |  |  |  |  |  |
|                          |                                                    |           |       |      |        |               |  |  |  |  |  |  |  |  |
| Suffrages exprimés       | Suffrages exprimés                                 | 3 710 978 | 97,27 |      |        |               |  |  |  |  |  |  |  |  |
| Votes blancs et nuls     | Votes blancs et nuls                               | 109 768   | 2,73  |      |        |               |  |  |  |  |  |  |  |  |
| Total                    | Total                                              | 3 820 746 | 100   | –    | 250    | en stagnation |  |  |  |  |  |  |  |  |
| Abstentions              | Abstentions                                        | 2 679 920 | 41,23 |      |        |               |  |  |  |  |  |  |  |  |
| Inscrits / participation | Inscrits / participation                           | 6 500 666 | 58,77 |      |        |               |  |  |  |  |  |  |  |  |

## Analyse et conséquences

Parti ou coalition arrivé en tête par municipalité.

Donnée gagnante au cours de la campagne, la coalition gouvernementale La Serbie ne doit pas s'arrêter (SNSDS) arrive largement en tête et frôle même la majorité absolue des suffrages exprimés. La coalition du Parti progressiste serbe (SNS) du président Aleksandar Vučić réunit ainsi près du double de suffrages de la coalition d'opposition Serbie contre la violence (SPN), arrivée deuxième. Aleksandar Vučić remporte ainsi son pari d'une convocation anticipé des élections, dont il sort renforcé. Se déclarant « très fier » de la campagne menée, il félicite le SNSDS qui obtient la majorité des sièges qui lui avait échappé de peu au précédent scrutin,,,.
Les dirigeants de la coalition SPN dénoncent quant à eux des irrégularités, accusant le gouvernement d'avoir entaché le scrutin par des achats de voix et l’acheminement vers Belgrade d'électeurs non résidents afin d'y diminuer les résultats de l'opposition,. Les observateurs de la mission internationale d’observation sous l'égide de l'OSCE, du Parlement européen et du Conseil de l'Europe décrivent un scrutin « marqué par des cas isolés de violence, des irrégularités de procédure et de fréquentes allégations d’organisation et de transport d’électeurs pour soutenir le parti au pouvoir », ainsi que « des achats de voix et des bourrages d’urnes ». En signe de protestation, des milliers de Serbes manifestent les deux jours suivants devant la commission électorale à Belgrade pour contester les résultats des élections. Le  20 décembre, la commission annonce une répétition du scrutin le 30 décembre dans trente bureaux de vote où les résultats n'ont pas pu être établis.